# Sonne-Mond-See
Der Sonne-Mond-See (chinesisch 日月潭, Pinyin Rìyuètán, W.-G. Jih-yüeh T’an, Pe̍h-ōe-jī Ji̍t-goa̍t-thâm) ist mit 7,5 – 8 Quadratkilometern das größte Binnengewässer auf Taiwan. Er liegt in 760 Metern Höhe am Westhang des Zentralgebirges in der Landgemeinde Yuchi im Landkreis Nantou. Seine tiefste Stelle beträgt 27 Meter. 1821 taucht der Name des Sees erstmals in chinesischen Dokumenten auf. 1934 vergrößerte sich seine Oberfläche, nach Fertigstellung eines Kraftwerkes, von 4,55 km² auf die heutige Größe. Seinen Doppelnamen erhielt er durch die Uferformen, die im Osten der Sonne und im Westen einer Mondsichel ähneln, nach anderen Quellen aber auch nach den unterschiedlichen Wasserfarben der beiden Gewässerseiten. In älterer englischer Literatur wird der Sonne-Mond-See auch Candidius-See (Lake Candidius) genannt, den er nach dem holländischen Missionar Georgius Candidius erhalten hat, der von 1627 bis 1637 im niederländischen Formosa missionierte. Drachensee (Dragon Lake) ist ein weiterer Name für den See, unter dem er auch bei Google Earth gefunden werden kann.

## Tourismus
Der Sonne-Mond-See ist ein beliebtes Reiseziel vieler Taiwaner, da das Klima sehr angenehm und verträglich und die Landschaft romantisch ist. Traditionell ist der See besonders bei Hochzeitsreisenden beliebt und bekannt. In der Nähe des Nordufers befindet sich der 1938 fertiggestellte idyllisch gelegene Wenwu-Tempel. Ein Teil des Tempels ist Guan Gong (einem Kriegsgott) geweiht, der zweite Teil Konfuzius. Beim schweren Erdbeben 1999 wurde er teilweise zerstört, jedoch anschließend wieder vollständig renoviert.

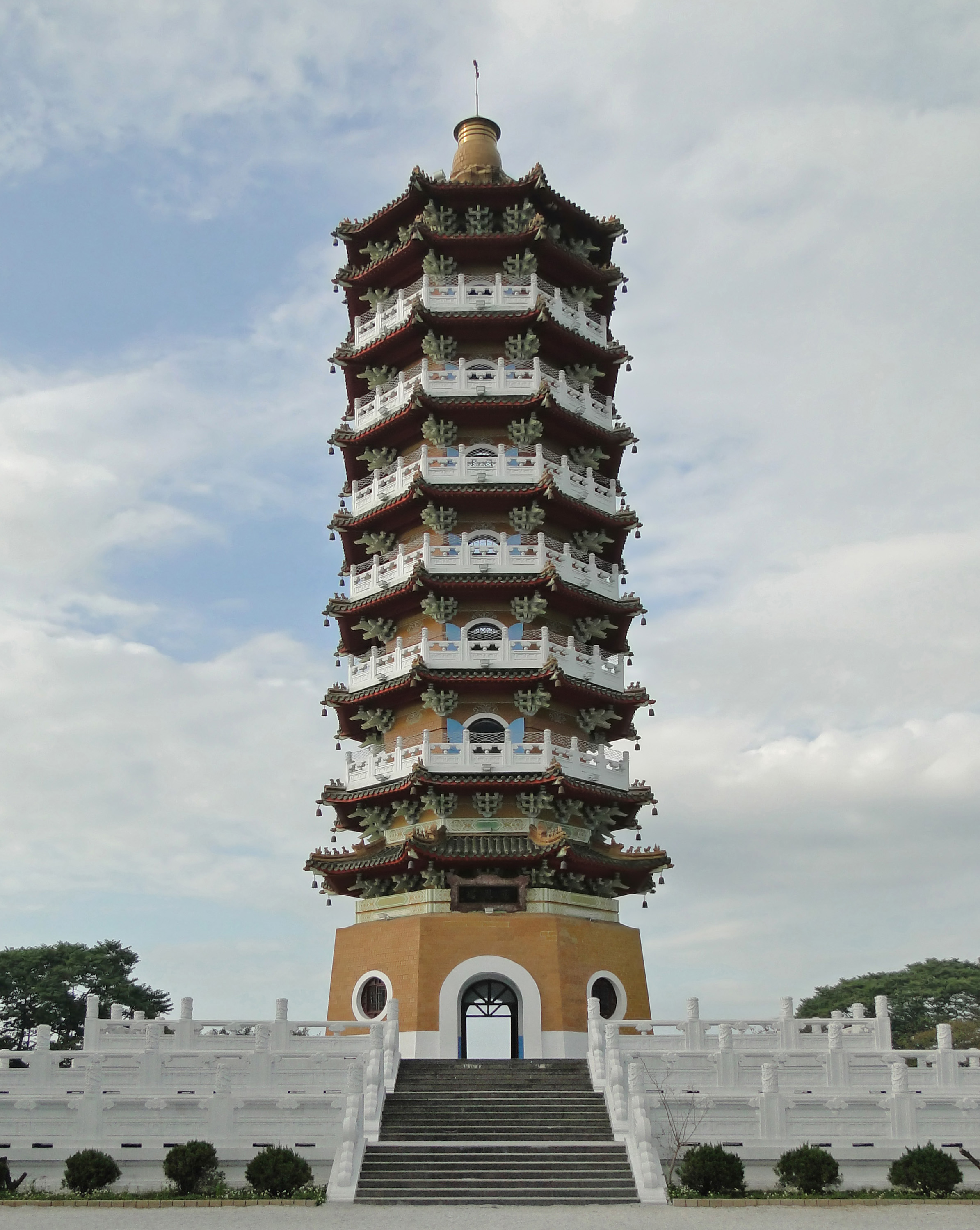
Ci En-Pagode

Über dem Südufer des Sees thront der dem buddhistischen Mönch Xuanzang gewidmete Syuentzang (Xuanzang)-Tempel, der 1996 mit Blick auf die Insel Guanghua erbaut wurde. Eine weitere touristische Sehenswürdigkeit ist die Ci-En-Pagode (慈恩塔,  Cí'ēn tǎ), die oberhalb der Südspitze des Sees in 954 m Höhe steht. Sie ist 46 m hoch (so dass ihre Spitze genau 1000 Meter über dem Meeresspiegel erreicht) und bietet einen sehr schönen Ausblick auf den See und die umgebenden Berge. Die Pagode wurde auf Anordnung von Chiang Kai-shek zum Gedenken an seine Mutter erbaut und im Februar 1971 fertiggestellt. In seinen letzten Lebensjahren war Chiang hier ein häufiger Gast.
Das Baden im See ist, abgesehen von wenigen Ausnahmen, verboten. Für Touristen wird eine etwa einstündige Bootsfahrt angeboten, um die künstliche kleine Insel Guanghua und einen Schrein zu besuchen. Seit dem Jahr 1983 findet jedes Jahr um den Zeitpunkt des Mondfestes herum ein Wettschwimmen über eine Distanz von 3 Kilometern durch den See statt, an dem nicht nur Sportler, sondern auch zahlreiche Amateure teilnehmen. Die Zahl der Teilnehmer steigt immer weiter an und belief sich in 2024 auf ca. 22.000.

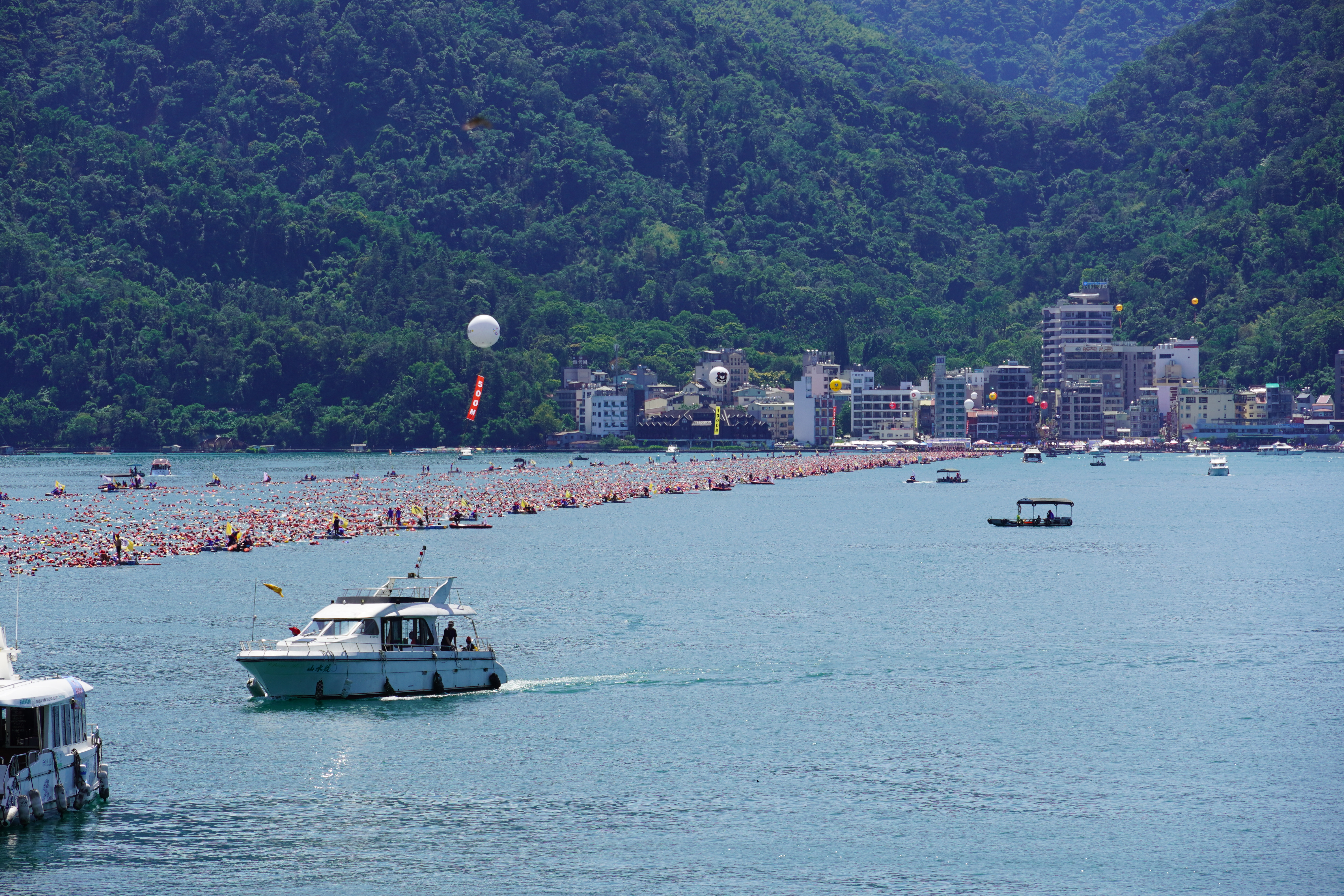
Beim 2024 stattgefundenen Swimming Carnival of Sun Moon Lake gab es über 20.000 Teilnehmer

## Wasserhaushalt
Der Sonne-Mond-See diente ursprünglich weder zur Erholung noch als Ausflugsziel, sondern als Wasserkraftwerk, welches bis 1960 den gesamten Strombedarf Taiwans deckte. Er steht im Zentrum eines komplexen Systems von Dämmen und künstlichen Wasserleitungen zur Energiegewinnung.
Zusätzlich zu seinen natürlichen Quellen erhält der See Wasser über einen Tunnel aus dem Choshui-Fluss, das dem Wuchieh-Damm entnommen wird. Der 1934 fertiggestellte Shiushi-Damm, ein Erdschüttdamm mit Betonkern, schließt den See ab. Verschiedene Rohrleitungen und Tunnel versorgen die Wasserkraftwerke Takuan 1, Chukung, Mingtan und Takuan 2 (früher Minghu). Diese entwässern alle in den durch zwei weitere Talsperren aufgestauten Fluss Shuili, der an einer tieferen Stelle dann wiederum in den Choshui mündet.
Die 1981 bis 1989 erbauten Kraftwerke Takuan 2 und Mingtan sind Pumpspeicherkraftwerke, die unterirdisch als Kavernenkraftwerk angelegt wurden. Zusammen haben sie eine Kapazität von 2600 MW.
Beim Erdbeben 1999 wurde der Damm leicht beschädigt. Die Risse konnten jedoch durch Betoninjektionen schnell abgedichtet werden. Die Kraftwerke fielen vorübergehend aus, der Zuführungstunnel für Takuan 1 stürzte teilweise ein. In den letzten Jahren werden deshalb alle aus den dreißiger Jahren stammenden Tunnelsysteme sukzessive erneuert.

## Klimadaten
|                        | Jan  | Feb  | Mär   | Apr   | Mai   | Jun   | Jul   | Aug   | Sep   | Okt  | Nov  | Dez  |   |         |
| Mittl. Temperatur (°C) | 14,2 | 15,1 | 16,9  | 19,2  | 21    | 22,2  | 23    | 22,7  | 22,1  | 20,7 | 18,3 | 15,2 | ⌀ | 19,2    |
| Mittl. Tagesmax. (°C)  | 19,4 | 20,1 | 22    | 23,9  | 25,7  | 26,8  | 28    | 27,6  | 26,8  | 25,5 | 23,3 | 20,3 | ⌀ | 24,1    |
| Mittl. Tagesmin. (°C)  | 11,1 | 12   | 13,8  | 16,4  | 18,3  | 19,6  | 20,1  | 20    | 19,4  | 17,9 | 15,3 | 12,2 | ⌀ | 16,4    |
|                        |      |      |       |       |       |       |       |       |       |      |      |      |   |         |
| Niederschlag (mm)      | 49,1 | 100  | 124,7 | 199,5 | 328,3 | 436,9 | 409,9 | 403,8 | 232,3 | 49,7 | 31,2 | 36,5 | Σ | 2.401,9 |
|                        |      |      |       |       |       |       |       |       |       |      |      |      |   |         |
| Sonnenstunden (h/d)    | 5,2  | 4,7  | 4,1   | 3,5   | 3,7   | 3,8   | 5     | 4,4   | 4,1   | 4,8  | 5,4  | 5,5  | ⌀ | 4,5     |
|                        |      |      |       |       |       |       |       |       |       |      |      |      |   |         |
| Regentage (d)          | 8,3  | 9,6  | 12,2  | 14,5  | 18    | 21,2  | 18,8  | 19,9  | 14,6  | 6,2  | 5,6  | 6    | Σ | 154,9   |

| 11,1 |

| 12 |

| 13,8 |

| 16,4 |

| 18,3 |

| 19,6 |

| 20,1 |

| 20 |

| 19,4 |

| 17,9 |

| 15,3 |

| 12,2 |

| 11,1 |

| 12 |

| 13,8 |

| 16,4 |

| 18,3 |

| 19,6 |

| 20,1 |

| 20 |

| 19,4 |

| 17,9 |

| 15,3 |

| 12,2 |

## Verkehrsanbindung
Am See gibt es drei Fähranleger. Shuishe Pier, Xuanguang Pier und Ita Thao Pier. Zudem besteht ein lokaler Busservice, der den See umrundet und an wichtigen Punkten entlang des Sees hält.
Der See ist mit dem Bus vom THSR-Bahnhof Taichung oder vom TRA-Bahnhof Taichung erreichbar. Die am Ufer des Sees gelegene Sun Moon Lake Ropeway verbindet ihn mit dem Formosan Aboriginal Culture Village.